# Ischyrodon lepturus
Ischyrodon lepturus là một loài Rêu trong họ Fabroniaceae. Loài này được (Taylor) Schelpe miêu tả khoa học đầu tiên năm 1970.